# Бузињи
Бузињи (фр. Bousignies) насеље је и општина у североисточној Француској у региону Север-Па д Кале, у департману Север која припада префектури Валансјен.
По подацима из 2011. године у општини је живело 309 становника, а густина насељености је износила 98,41 становника/km². Општина се простире на површини од 3,14 km². Налази се на средњој надморској висини од 17 метара (максималној 19 m, а минималној 15 m).

## Демографија
| 1962. | 1968. | 1975. | 1982. | 1990. | 1999. | 2011. |
| ----- | ----- | ----- | ----- | ----- | ----- | ----- |
| 185   | 206   | 182   | 203   | 249   | 268   | 309   |

График промене броја становника у току последњих година